# Guénégoré
Guénégoré es una comuna o municipio del círculo de Kenieba de la región de Kayes, en Malí. En abril de 2009 tenía una población censada de 6587 habitantes.
Se encuentra ubicada al oeste del país y al suroeste de la región de Kayes, cerca de la frontera con Senegal y República de Guinea.